# 池田村 (岡山県吉備郡)
池田村（いけだむら）は、岡山県吉備郡にあった村。現在の総社市の一部にあたる。

## 地理
高梁川の中流左岸、同支流・槙谷川の流域に位置していた。

## 歴史
- 1889年（明治22年）6月1日、町村制の施行により、賀陽郡宍粟村、見延村、槙谷村が合併して村制施行し、池田村が発足[1][2]。旧村名を継承した宍粟、見延、槙谷の5大字を編成[2]。
- 1900年（明治33年）4月1日、郡の統合により吉備郡に所属[1][2]。
- 1954年（昭和29年）3月31日、吉備郡総社町・新本村・山田村・久代村・阿曽村、都窪郡常盤村と合併し、市制施行し総社市を新設して廃止された[1][2]。合併後、総社市大字宍粟・見延・槙谷となる[2]。

### 地名の由来
江戸時代に岡山藩領であり領主池田氏の姓にちなむ。

## 産業
- 農業、林業[2]
- 産物：米、麦、葉煙草、木材、木炭、マツタケ、酒[2]

## 交通

### 鉄道
- 1925年（大正14年）国有鉄道伯備南線（現伯備線）倉敷 - 宍粟間が開通し宍粟駅（現豪渓駅）を開設[2]。

## 教育
- 1903年（明治36年）尋常明治小学校、尋常豪渓小学校が合併し池田尋常小学校となる[2]。1910年（明治43年）高等科を併置し、1947年（昭和22年）池田小学校となる[2]。
- 1947年（昭和22年）池田中学校開校[2]。